# Brockley (Londen)
Brockley is een wijk in het Londense bestuurlijke gebied London Borough of Lewisham, in het zuidoosten van de regio Groot-Londen.
In Brockley ligt het National Rail-station Crofton Park.

## Geboren in Brockley
- David Lodge (1935-2025), schrijver en literatuurwetenschapper